# DTM-Saison 2017/Hockenheim I

Streckenlayout des Hockenheimrings.

Der Saison-Auftakt der DTM-Saison 2017 fand zwischen dem 5. und 7. Mai 2017 auf dem Hockenheimring Baden-Württemberg in Hockenheim statt.

## Berichte

### Hintergründe
Loïc Duval gab an diesem Wochenende sein Debüt in der DTM für das Team Phoenix. Maro Engel kehrte für HWA in die Serie zurück. Zuletzt war er 2011 ebenfalls in Hockenheim zu einem Rennen angetreten.
Edoardo Mortara startete erstmals nach seinem Wechsel von Audi für das Mercedes-Team HWA. Zum ersten Mal für ihr neues Team an den Start gingen die BMW-Fahrer Augusto Farfus (RMG) und Bruno Spengler (RBM) sowie die Mercedes-Fahrer Lucas Auer und Gary Paffett (beide HWA).
Mit Mattias Ekström, Jamie Green, Paffett (jeweils viermal), Spengler (dreimal), Paul di Resta, Mortara (jeweils zweimal), Farfus, Timo Glock und Marco Wittmann (jeweils einmal) traten neun ehemalige Hockenheim-Sieger zu den Rennen an.

### Freitag
Im ersten Training am Freitag fuhr di Resta in 1:32,763 Minuten die schnellste Runde vor seinem Markenkollegen Paffett und Audi-Pilot Mike Rockenfeller.

### Samstag
Im zweiten Training blieben die Mercedes vorne, diesmal war Lucas Auer in 1:31,712 vor di Resta und Mortara der Schnellste.
Im Qualifying für das Samstagsrennen war Auer erneut vorne und erzielte in 1:30,849 Minuten die Pole-Position vor Paffett, Mortara und Glock. Einziger Audi-Fahrer unter den ersten zehn war Nico Müller auf Rang acht.
Beim Start des Rennens blieb der auf Rang 15 liegende Farfus stehen und fiel damit an das Ende des Feldes zurück. Zudem startete René Rast aus der Boxengasse. Auer blieb in Führung vor Paffett und Glock, der Mortara überholen konnte. In Runde zwei ging Glock am Ende der Parabolica-Kurve unmittelbar vor der Spitzkehre auch an Paffett vorbei.
In der dritten Runde kam es zu einer Kollision zwischen Robert Wickens und Tom Blomqvist in der Spitzkehre. Dabei drehte sich Blomqvist und fiel auf den letzten Platz zurück. Eine Runde später kam es eingangs der Kurve sieben zu einer weiteren Berührung zwischen Green und Engel. Alle vier Fahrer konnten das Rennen fortsetzen. Als Verursacher der Kollisionen erhielten Wickens und Green jeweils eine Durchfahrtsstrafe. An der Spitze des Feldes baute Auer währenddessen seinen Vorsprung gegenüber Glock, der seinen zweiten Rang gegenüber Paffett verteidigen musste, aus. In Runde neun ging Paffett in Kurve sieben zwar an Glock vorbei, verbremste sich jedoch und fiel daher sowohl wieder hinter Glock als auch den bis dahin viertplatzierten Mortara zurück.
Nach Runde 16 kamen die ersten Fahrer an die Box, um ihren Pflicht-Boxenstopp zu absolvieren. Inzwischen war der Vorsprung Auers auf sechs Sekunden gegenüber Glock geschmolzen. Eine Runde später kamen die beiden Führenden zeitgleich an die Box. Dabei kam es zu einer Verzögerung bei Auer, der die Führung jedoch halten konnte. Mortara übernahm bis zu seinem eigenen Stopp für eine Runde die Führung, die er anschließend an Ekström weitergab. In Runde 19 erhielt Rast eine Verwarnung, die ihm durch die schwarz-weiße Flagge verdeutlicht wurde, da er bei seinem Boxenstopp zu lange über die sogenannte „Working-Lane“, also die Arbeitsseite der Boxengasse, gefahren war. An der Spitze fuhr derweil weiterhin Ekström vor Loïc Duval und Wickens, für die jedoch jeweils noch ihr Pflicht-Boxenstopp ausstand. In der „bereinigten“ Reihenfolge der Fahrer, die diesen bereits absolviert hatten, lag Auer in Führung nun vor Rockenfeller und Glock.
Wickens wurde durch seinen Boxenstopp nach der 20. Runde auf Rang 16 durchgereicht. Nach Runde 26 kamen mit Ekström und Duval auch die beiden letzten verbliebenen Fahrer an die Box. Während sich Ekström auf Platz acht wieder im Feld einsortierte, kam Duval nur als 14. zurück auf die Strecke. Auer übernahm erneut die Führung mit knapp zwei Sekunden Vorsprung vor Glock, der Rockenfeller überholt hatte. Der nun auf frischeren und damit schnelleren Reifen fahrende Ekström konnte recht bald an di Resta, seinem Markenkollegen Rast sowie Paffett vorbeigehen und belegte am Ende des Rennens den fünften Platz, nachdem er als Vorletzter gestartet war.
Wenige Minuten vor Ende des 55 Minuten langen Rennens übte Glock Druck auf den führenden Auer aus, konnte ihn jedoch nicht mehr überholen. Auch Mortara scheiterte mit einem Überholmanöver in der letzten Runde an Rockenfeller. Schlussendlich gewann Auer nach 36 Runden vor Glock und Rockenfeller. Die ersten sieben Fahrer kamen innerhalb von weniger als sieben Sekunden ins Ziel. Das gesamte Feld sah die Zielflagge, der letztplatzierte Green lag dabei nur etwas mehr als eine Minute hinter dem Sieger. Die schnellste Rennrunde fuhr Ekström in 1:33,201 Minuten.
Durch den Sieg und die Pole-Position übernahm Auer mit 28 Punkten die Führung in der Fahrerwertung vor Glock (18) und Rockenfeller (15). In der Herstellerwertung führte Mercedes (53) vor Audi (35) und BMW (19).

### Sonntag
Im dritten Training am Sonntagmorgen fuhr BMW-Pilot Maxime Martin in 1:31,777 Minuten. Dahinter lagen die Audis von Rockenfeller und Green auf den Plätzen zwei und drei.
Das Qualifying und damit die Pole-Position für das Sonntagsrennen gewann der am Vortag zweitplatzierte Glock mit einer Zeit von 1:31,406 Minuten. Dahinter lagen Rast auf Rang zwei und, wie schon im dritten Training wenige Stunden zuvor, Green als Dritter.
Pole-Setter Glock konnte seine Führung beim Start behaupten, während Rast hinter seine Markenkollegen Green und Rockenfeller und im weiteren Verlauf der ersten Runde bis auf Platz 13 zurückfiel. Im hinteren Feld kam es in der Nordkurve zu einer Kollision zwischen Farfus, Duval und Wickens. Während Farfus und Duval zunächst weiterfahren konnten, war das Rennen für Wickens in der ersten Kurve beendet. Aufgrund des Unfalls wurde das Safety Car auf die Strecke geschickt, um das Fahrzeug von Wickens gefahrlos bergen zu können.
Beim Re-Start nach der Safety-Car-Phase, erstmals nach dem neuen Regelwerk im „Indy-Car-Stil“, verlor Glock drei Positionen und fiel hinter Green, Auer und Spengler zurück. Da jedoch Green Glock zu früh überholt hatte, wurde er mit einer Fünf-Sekunden-Stop-and-Go-Strafe belegt, die er vor seinem nächsten Boxenstopp absitzen musste. Unmittelbar nach dem Neustart kollidierten Rast und Martin, wodurch auch erneut das Fahrzeug von Farfus in Mitleidenschaft gezogen wurde. Für Martin und Rast war das Rennen unmittelbar danach beendet.
In Runde sieben gelang es Glock, in der Spitzkehre wieder an Spengler vorbei zu gehen. Am Ende derselben Runde stellte Duval sein Fahrzeug an der Box ab. In der Zwischenzeit hatten sich Green und Auer an der Spitze etwas vom Rest des Feldes abgesetzt. Am Ende der zwölften Runde war Rockenfeller der erste Fahrer, der den obligatorischen Boxenstopp absolvierte. Zudem musste auch Farfus aufgrund der durch die Kollisionen entstandenen Schäden an der Box aufgeben.
Nach etwas weniger als der Hälfte des Rennens begann Regen einzusetzen, aufgrund dessen sich Mortara ausgangs der Nordkurve drehte. Am Ende der Runde 19 begannen die Fahrer, auf Regenreifen zu wechseln. Dabei musste di Resta längere Zeit auf einen Reifen warten, wodurch sich auch der Stopp seines dahinter stehenden Teamkollegen Engel verzögerte. Weil einige Fahrer zuvor bereits von Trockenreifen auf einen anderen Satz Trockenreifen gewechselt waren, mussten sie einen zusätzlichen Boxenstopp einlegen. Nach Runde 21 hatte mit Auer auch der letzte Pilot die Regenreifen aufgezogen. Unmittelbar danach verlor er zwei Plätze an Wittmann und Paffett, nachdem er sich in der Spitzkehre verbremst hatte. In Runde 22 überholte Paffett Wittmann. Das Rennen gewann Green nach 32 Runden vor Paffett und Wittmann. Der Sieger fuhr in 1:33,614 Minuten auch die schnellste Rennrunde. 13 der 18 Fahrer erreichten das Ziel.
In der Fahrerwertung führte weiterhin Auer mit nun 40 Punkten vor Green und Paffett (jeweils 26). In der Markenwertung blieb Mercedes (92) vor Audi (79) und BMW (40).

## Klassifikationen

### Rennen 1
| Pos. | Fahrer            | Team    | Runden | Zeit       | Start |
| ---- | ----------------- | ------- | ------ | ---------- | ----- |
| 01   | Lucas Auer        | HWA     | 36     | 57:23,598  | 01    |
| 02   | Timo Glock        | RMG     | 36     | + 0:01,942 | 04    |
| 03   | Mike Rockenfeller | Phoenix | 36     | + 0:03,351 | 16    |
| 04   | Edoardo Mortara   | HWA     | 36     | + 0:03,984 | 03    |
| 05   | Mattias Ekström   | Abt     | 36     | + 0:04,275 | 17    |
| 06   | René Rast         | Rosberg | 36     | + 0:05,855 | Box   |
| 07   | Gary Paffett      | HWA     | 36     | + 0:06,956 | 02    |
| 08   | Paul di Resta     | HWA     | 36     | + 0:13,648 | 06    |
| 09   | Nico Müller       | Abt     | 36     | + 0:17,510 | 08    |
| 10   | Marco Wittmann    | RMG     | 36     | + 0:19,190 | 11    |
| 11   | Maxime Martin     | RBM     | 36     | + 0:20,800 | 05    |
| 12   | Bruno Spengler    | RBM     | 36     | + 0:21,504 | 13    |
| 13   | Augusto Farfus    | RMG     | 36     | + 0:25,351 | 15    |
| 14   | Loïc Duval        | Phoenix | 36     | + 0:34,343 | 18    |
| 15   | Robert Wickens    | HWA     | 36     | + 0:43,948 | 10    |
| 16   | Tom Blomqvist     | RBM     | 36     | + 0:44,956 | 09    |
| 17   | Maro Engel        | HWA     | 36     | + 0:51,525 | 07    |
| 18   | Jamie Green       | Rosberg | 36     | + 1:02,944 | 12    |

### Rennen 2
| Pos. | Fahrer            | Team    | Runden | Zeit       | Start |
| ---- | ----------------- | ------- | ------ | ---------- | ----- |
| 01   | Jamie Green       | Rosberg | 32     | 56:53,264  | 03    |
| 02   | Gary Paffett      | HWA     | 32     | + 0:04,936 | 07    |
| 03   | Marco Wittmann    | RMG     | 32     | + 0:08,191 | 17    |
| 04   | Lucas Auer        | HWA     | 32     | + 0:16,985 | 08    |
| 05   | Nico Müller       | Abt     | 32     | + 0:26,959 | 12    |
| 06   | Paul di Resta     | HWA     | 32     | + 0:27,426 | 11    |
| 07   | Mike Rockenfeller | Phoenix | 32     | + 0:31,315 | 05    |
| 08   | Timo Glock        | RMG     | 32     | + 1:06,250 | 01    |
| 09   | Bruno Spengler    | RBM     | 32     | + 1:08,538 | 06    |
| 10   | Maro Engel        | HWA     | 32     | + 1:12,117 | 09    |
| 11   | Mattias Ekström   | Abt     | 32     | + 1:12,944 | 10    |
| 12   | Tom Blomqvist     | RBM     | 32     | + 1:48,234 | 14    |
| 13   | Edoardo Mortara   | HWA     | 31     | + 1 Runde  | 04    |
| –    | Augusto Farfus    | RMG     | 12     | DNF        | 18    |
| –    | Loïc Duval        | Phoenix | 07     | DNF        | 13    |
| –    | René Rast         | Rosberg | 04     | DNF        | 02    |
| –    | Maxime Martin     | RBM     | 03     | DNF        | 15    |
| –    | Robert Wickens    | HWA     | 0      | DNF        | 16    |

## Meisterschaftsstände nach dem Wochenende
Die ersten zehn beider Rennen erhielten 25, 18, 15, 12, 10, 8, 6, 4, 2 bzw. 1 Punkt(e). Die ersten drei beider Qualifyings erhielten 3, 2 bzw. 1 Punkt(e).

### Fahrerwertung
| Pos. | Fahrer            | Team    | Punkte |
| ---- | ----------------- | ------- | ------ |
| 01   | Lucas Auer        | HWA     | 40     |
| 02   | Jamie Green       | Rosberg | 26     |
| 03   | Gary Paffett      | HWA     | 26     |
| 04   | Timo Glock        | RMG     | 25     |
| 05   | Mike Rockenfeller | Phoenix | 21     |
| 06   | Marco Wittmann    | RMG     | 16     |
| 07   | Edoardo Mortara   | HWA     | 13     |
| 08   | Nico Müller       | Abt     | 12     |
| 09   | Paul di Resta     | HWA     | 12     |

| Pos. | Fahrer          | Team    | Punkte |
| ---- | --------------- | ------- | ------ |
| 10   | Mattias Ekström | Abt     | 10     |
| 11   | René Rast       | Rosberg | 10     |
| 12   | Bruno Spengler  | RBM     | 02     |
| 13   | Maro Engel      | HWA     | 01     |
| –    | Maxime Martin   | RBM     | 0      |
| –    | Tom Blomqvist   | RBM     | 0      |
| –    | Augusto Farfus  | RMG     | 0      |
| –    | Loïc Duval      | Phoenix | 0      |
| –    | Robert Wickens  | HWA     | 0      |

### Herstellerwertung
| Pos. | Hersteller | Punkte |
| ---- | ---------- | ------ |
| 01   | Mercedes   | 92     |
| 02   | Audi       | 79     |
| 03   | BMW        | 40     |